# Botafogo (Rio de Janeiro)
Botafogo je četvrt Rio de Janeira, nalazi se u južnoj zoni grada i uglavnom je naseljava srednja klasa grada. Botafogo leži na brežuljcima Mundo Novo, Santa Marta (gdje se dodiruje s četvrti Laranjeiras) i Morro de São João (koje ga odvaja od Copacabane). Četvrt je dobila ime po nekadašnjem kolonijalnom vlasniku cijelog dijela zemlje na kojoj se sada nalazi, João Pereira de Sousa Botafogo. Botafogo bukvalno znači zapaliti i u vezi je s talijanskim prezimenom 'Buttafuoco'.
Plaže Botafoga se nalaze unutar Guanabara zaljeva, koji ih štiti od otvorenog oceana s poluotokom Urca i Šećernom Glavom. Osim plaža, u Botafogu je zanimljiv i muzej indijanaca - Museu do Índio, koji se nalazi u kući Ruia Barbose, znanstvenika čija su područja zanimanja bila povijest i kultura najvećih grupacija domorodaca Brazila.
Najveći nogometni klub u Rio de Janeiru se također zove Botafogo.